# قرض بی‌وثیقه
در مالیه، قرض بی‌وثیقه (به انگلیسی: unsecured debt) به هر نوع قرض یا تعهدی گفته می‌شود که در صورت ورشکستگی بدهکار یا عدول از شرایط قرارداد، بازپرداخت آن وام با ضبط یا حبس وثیقه یا دارایی معینی از قرض‌گیرنده تضمین نشده باشد.
در صورت ورشکستگی بدهکار، پس از کسر وثیقه یا دارایی‌های معینی که بدهکار قول پرداخت آن را به بستانکاران وثیقه‌دار داده‌است، بستانکارانی که بدون وثیقه وام داده‌اند ادعایی کلی بر سایر اموال و دارایی‌های بدهکار دارند؛ اگرچه بستانکاران بدون وثیقه نسبت به بستانکاران وثیقه‌دار معمولاً به درصد کمتری از ادعایشان دست خواهند یافت.